# Abborrtjärnen (Viksjö socken, Ångermanland, 696696-159007)
Abborrtjärnen är en sjö i Härnösands kommun i Ångermanland och ingår i Ångermanälven-Gådeåns kustområde.